# Dubia
Dubia (l.mn.) (łac. dubium – wątpliwość) – określenie rzeczy, pojęć itp., które budzą wątpliwości co do ich poprawności, autentyczności lub jakości. W Kościele katolickim termin używany w środowisku teologicznym dla spraw odnoszących się do zapytań skierowanych do papieża w celu wyjaśnienia wątpliwości dot. nauczania Magisterium Kościoła.